# Burkhard Köster
Burkhard Köster (* 1961 in Rheine) ist ein deutscher Offizier außer Dienst (Oberst) und Militärhistoriker, der bis Februar 2017 im Bundesministerium der Verteidigung Referatsleiter Führung Streitkräfte III 3 (Innere Führung; Militärseelsorge) war und später im Bundesamt für Infrastruktur, Umweltschutz und Dienstleistungen der Bundeswehr eingesetzt war. Zuvor forschte er am Militärgeschichtlichen Forschungsamt (MGFA) zur Geschichte der Bundeswehr und der NATO.

## Leben
Im Jahr 1980 trat Köster in die Bundeswehr ein. In den folgenden Jahren bis 1986 absolvierte er die Offizierausbildung und wurde u. a. als Zugführer in einer Kompanie der Jägertruppe eingesetzt. In dieser Zeit wurde Köster zum Berufssoldaten ernannt. Ab 1986 studierte er Geschichte und Philosophie an der Albert-Ludwigs-Universität Freiburg und arbeitete bis 1994 am MGFA, das bis 1994 seinen Sitz noch in Freiburg im Breisgau hatte. Bei Ulrich Kluge wurde er mit einer Dissertation über Militär und Eisenbahn in der Habsburgermonarchie 1825–1858 promoviert. Im Jahr 1994 übernahm er als Kompaniechef eine Jägerkompanie. 1996 wurde er als Dozent für Militärgeschichte an die Offizierschule des Heeres in Hannover und Dresden versetzt. 2000/2001 absolvierte Köster den Lehrgang für den Generalstabs-/Admiralstabsdienst an der Führungsakademie der Bundeswehr in Hamburg, wo er zum Offizier im Generalstabsdienst ausgebildet wurde. Von 2002 bis 2008 war er Referent im Bundesministerium der Verteidigung. Im Jahr 2008 war Köster im Rahmen der KFOR an einem Auslandseinsatz der Bundeswehr eingesetzt. Ab 2009 leitete er den Forschungsbereich III (Bundeswehr- und NATO-Geschichte) am MGFA, danach die Abteilung Einsatz des aus dem MGFA hervorgegangenen Zentrums für Militärgeschichte und Sozialwissenschaften der Bundeswehr (ZMSBw) in Potsdam. Köster ist Lehrbeauftragter der Universität Potsdam im Studiengang Military Studies – Militärgeschichte/Militärsoziologie.
Von 2013 bis 2017 leitete er im BMVg das Referat Innere Führung und Militärseelsorge. Im Februar 2017 wurde Köster die Leitung des Referats im Bundesverteidigungsministerium entzogen, weil dieses angeblich Meldungen zu sexuell-sadistischen Praktiken bei der Sanitätsausbildung und Mobbing im Ausbildungszentrum Spezielle Operationen in der Staufer-Kaserne nicht ausreichend nachgegangen sei. Aus diesem Grund wurde nicht der ursprünglich für diesen Posten vorgesehene Köster, welcher stattdessen in das BAIUDBw versetzt wurde, sondern Jörg Hillmann Leiter des ZMSBw. In der Folge stellten sich sämtliche Vorwürfe als haltlos heraus.
Köster ist Mitglied im Katholikenrat beim Katholischen Militärbischof für die Deutsche Bundeswehr und war von 2017 bis 2024 Mitglied der Vollversammlung des Zentralkomitees der deutschen Katholiken (ZdK).

## Schriften (Auswahl)
- als Herausgeber: Der Ausschuss für Fragen der europäischen Sicherheit – September 1954 bis Juli 1955 (= Der Bundestagsausschuss für Verteidigung und seine Vorläufer), Droste Verlag, Düsseldorf 2014, ISBN 978-3-7700-1702-7.
- mit Michael Epkenhans und Gerhard P. Groß: Preußen. Aufstieg und Fall einer Großmacht, Stuttgart 2011.
- Aus Liebe zur Seefahrt! Vizeadmiral Karl-Adolf Zenker. In: Helmut R. Hammerich, Rudolf J. Schlaffer (Hrsg.): Militärische Aufbaugenerationen der Bundeswehr 1955 bis 1970 – Ausgewählte Biographien, München 2011, S. 319–349.
- Neue Wege in der Traditionsbildung der Bundeswehr: Der „Bürgersoldat“ von 1848/49. In: Jörg Echternkamp, Wolfgang Schmidt, Thomas Vogel (Hrsg.): Perspektiven der Militärgeschichte. Raum, Gewalt und Repräsentation in historischer Forschung und Bildung (= Beiträge zur Militärgeschichte Bd. 67), München 2010, S. 269–277.
- Tradition in der Bundeswehr – Tradition der Reformen? In: Karl-Heinz-Lutz, Martin Rink, Marcus von Salisch (Hrsg.): Reform – Reorganisation – Transformation. Zum Wandel in deutschen Streitkräften von den preußischen Heeresreformern bis zur Transformation der Bundeswehr, München 2010, S. 317–330.
- Militär und Eisenbahn in der Habsburgermonarchie 1825–1858 (= Militärgeschichtliche Studien, Bd. 37), München 1999.